# The Solids
I Solids sono un gruppo musicale statunitense attivo dal 1996.

## Storia
Originaria di Middletown, la band è stata formata nell'estate del 1996 da Carter Bays e Craig Thomas. A loro si unirono Patrick Butler e Nick Coleman. Hanno cantato per la prima volta il 28 settembre 1996, al civico 185 di High Street a Middletown, nel Connecticut, nel campus della Wesleyan University, posto dove tutti avevano studiato in passato.
I Solids sono divenuti famosi negli Stati Uniti grazie a The Future Is Now, sigla della serie televisiva Oliver Beene. Dopo il successo ottenuto, il sito web della band è diventato popolare tra i fan dell'alternative rock. Insieme a The Future Is Now hanno cominciato a diffondersi loro MP3, demo e performance dal vivo. Il successo mondiale è arrivato grazie a Hey Beautiful, i cui 12 secondi finali sono utilizzati come sigla di How I Met Your Mother, sitcom creata dai membri della band Bays e Thomas.
Il 24 gennaio 2008 il gruppo ha pubblicato il loro primo album, dal titolo omonimo. Il gruppo è attivo ed attualmente risiede e lavora a Los Angeles. I componenti attuali sono Bays, Thomas, Butler, e CC DePhil.